# إنجليزية لندن متعددة الثقافات
إنجليزية لندن المتعددة الثقافات (بالإنجليزية: Multicultural London English)‏ (MLE) هي لهجة اجتماعية من اللغة الإنجليزية ظهرت في أواخر القرن العشرين. يتحدث بها بشكل رئيسي الشباب من الطبقة العاملة في أحياء لندن المتعددة الثقافات.
المتحدثون بها يأتون من مجموعة واسعة من الخلفيات العرقية والثقافية، ويعيشون في أحياء متنوعة. ونتيجة لذلك، يمكن اعتبارها لهجة متعددة الأعراق.
ظهرت أشكال مختلفة من هذه اللهجة في أحياء متنوعة في مدن أخرى، مثل برمنغهام ومانشستر، والتي تدمج عناصر هذه اللهجة مع التأثيرات المحلية. وقد أدى ذلك إلى إشارة بعض اللسانيين إلى مجموعة شاملة من اللغة الإنجليزية تُعرف باسم الإنجليزية البريطانية متعددة الثقافات (Multicultural British English)، والمعروفة أيضًا باسم الإنجليزية البريطانية الحضرية متعددة الثقافات (Multicultural Urban British English) أو الإنجليزية البريطانية الحضرية (Urban British English)، والتي نشأت من إنجليزية لندن المتعددة الثقافات وتأثرت بها بشدة.

## تاريخ
تعود جذور إنجليزية لندن المتعددة الثقافات -في الغالب- إلى الهجرة واسعة النطاق من منطقة الكاريبي إلى المملكة المتحدة في أعقاب الحرب العالمية الثانية، وبدرجة أقل الهجرة من مناطق أخرى مثل جنوب آسيا وغرب إفريقيا. لم تصبح اللغة العامية البريطانية السوداء المميزة مرئية على نطاق واسع حتى السبعينيات. أدت شعبية الموسيقى الجامايكية في المملكة المتحدة، مثل موسيقى الريغي والسكا، إلى ظهور لغة عامية متجذرة في العامية الجامايكية المستخدمة في المملكة المتحدة، مما وضع الأساس لما أصبح يعرف فيما بعد باسم إنجليزية لندن المتعددة الثقافات. خلصت الأبحاث التي أجريت في أوائل الثمانينيات إلى أن المراهقين من أصل أفريقي كاريبي كانوا "ثنائيي اللهجة"، ويتنقلون بين العامية الجامايكية والإنجليزية اللندنية؛ في حين أن المراهقين البيض من الطبقة العاملة يستخدمون أحيانًا لغة عامية مستوحاة من لغة الكريول، إلا أنهم احتفظوا بلهجاتهم.